# Absturz der Ju-90 „Brandenburg“ 1940
Die Brandenburg verunglückte am 8. November 1940 in der Nähe von Brauna bei Kamenz im heutigen Landkreis Bautzen (Sachsen). Alle 29 Personen an Bord wurden dabei getötet.

## Verlauf
Die „Brandenburg“, eine Junkers Ju 90 mit der Werknummer 0010, startete um 14:24 Uhr vom Zentralflughafen Berlin-Tempelhof nach Prag auf der Strecke 17. Von der Wetterberatung wurde auf der Strecke Berlin–Dresden leichter Regen bei einer Wolkengrenze von 300–600 Metern, ab Dresden eine geschlossene Wolkendecke bis 1800 Meter, darüber wolkenlos, vorhergesagt. Auf eine drohende Vereisungsgefahr wurde nicht hingewiesen. Die Maschine überflog um 14:38 Uhr Märkisch Buchholz. Laut Funktelegrafiemeldung flog das Flugzeug um 14:48 Uhr in einer Höhe von 2200 Metern in den Wolken und meldete um 14:50 Uhr Vereisung. Die letzte Funktelegrafiemeldung erfolgte um 14:58 Uhr über Ruhland. Das Flugzeug wurde von Augenzeugen zwei bis drei Minuten vor dem
Absturz in einer Höhe von etwa 300 Metern aus Richtung Neukirch kommend, in Richtung Ost fliegend, beobachtet. Dabei soll das Flugzeug mehrfach mit Schräglagen von bis zu 45 Grad um seine Längsachse geschwankt haben und es wurde ein mehrfaches starkes Aufbäumen begleitet von einem mehrmaligen Gasgeben und Gaswegnehmen wahrgenommen. Kurz vor dem Absturz flog das Flugzeug in einer Linkskurve und stürzte nach einem kurzen Aufbäumen um 15:02 Uhr über den rechten Flügel nach vorn rund 300 Meter östlich von Brauna ab. Die ersten Zeugen am Unfallort beobachteten an den Leitwerken einen starken Eisansatz. Eine halbe Stunde nach dem Absturz konnte noch eine Eisdicke von 15 bis 20 Millimetern festgestellt werden. Bei dem Absturz kamen alle 29 Insassen ums Leben.
Unter den Passagieren befand sich auch der deutsche Rundfunkpionier Adolf Raskin.
Bei dem Absturz handelte es sich um den Unfall mit den meisten Todesopfern dieses Musters überhaupt und des Jahres 1940.

## Unfallursache
Als Ursache für den Absturz wird von der Unfalluntersuchungskommission eine Vereisung zwischen dem Außenausgleich und der Höhenflossenendkappe und Blockierung der Höhensteuerung in gedrückter Stellung angenommen, die zusammen mit der
starken Beeinträchtigung der Flugeigenschaften aufgrund der Eisstärke die Kontrolle des Flugzeugs unmöglich machte.